# Campionats del món de ciclisme urbà – Trial femení
El Trial femení és una de les disciplines que integren els Campionats del món de ciclisme urbà organitzats anualment per l'UCI. S'ha vingut celebrant d'ençà dels campionats del 2001.
Del 2001 al 2016 van formar part dels Campionats del món de ciclisme de muntanya i trial. El 2017 van ser una de les proves que van formar, el creat de nou, Campionat del món de ciclisme urbà.
A 1 de gener de 2018.

## Medallistes
| Edició | Any  | Lloc                | Or                | Argent                    | Bronze            |
| I      | 2001 | Vail                | Karin Moor        | Floriane Combé            | Céline Warther    |
| II     | 2002 | Kaprun              | Karin Moor        | Lucie Miramond            | Floriane Combé    |
| III    | 2003 | Lugano              | Karin Moor        | Ann-Christin Bettenhausen | Lucie Miramond    |
| IV     | 2004 | Les Gets            | Karin Moor        | Ann-Christin Bettenhausen | Mireia Abant      |
| V      | 2005 | Livigno             | Karin Moor        | Ann-Christin Bettenhausen | Mireia Abant      |
| VI     | 2006 | Rotorua             | Karin Moor        | Mireia Abant              | Gemma Abant       |
| VII    | 2007 | Fort William        | Karin Moor        | Gemma Abant               | Mireia Abant      |
| VIII   | 2008 | Val di Sole         | Gemma Abant       | Karin Moor                | Julie Pesenti     |
| IX     | 2009 | Canberra            | Karin Moor        | Julie Pesenti             | Gemma Abant       |
| X      | 2010 | Mont Sainte-Anne    | Gemma Abant       | Karin Moor                | Tatiana Janickova |
| XI     | 2011 | Champéry            | Karin Moor        | Gemma Abant               | Mireia Abant      |
| XII    | 2012 | Leogang-Saalfelden  | Gemma Abant       | Andrea Wesp               | Tatiana Janickova |
| XIII   | 2013 | Pietermaritzburg    | Tatiana Janickova | Gemma Abant               | Janine Jungfels   |
| XIV    | 2014 | Lillehammer-Hafjell | Tatiana Janickova | Nina Reichenbach          | Gemma Abant       |
| XV     | 2015 | Vallnord            | Janine Jungfels   | Tatiana Janickova         | Nina Reichenbach  |
| XVI    | 2016 | Val di Sole         | Nina Reichenbach  | Janine Jungfels           | Perrine Devahive  |
| XVII   | 2017 | Chengdu             | Nina Reichenbach  | Nadine Kåmark             | Irene Caminos     |

## Resum estadístic

### Campiones múltiples
| Pilot             | Medalles d'or |
| ----------------- | ------------- |
| Karin Moor        | 9             |
| Gemma Abant       | 3             |
| Tatiana Janickova | 2             |
| Nina Reichenbach  | 2             |